# Молдова и вторжение России на Украину
24 февраля 2022 года власти Молдовы ввели в стране чрезвычайное положение из-за российского вторжения на Украину. Президент Республики Молдова Майя Санду заявила, что осуждает нападение Российской Федерации на Украину в самых решительных терминах. Молдова подписала резолюцию ООН, осуждающую агрессию России против Украины.
После освобождения Бучи украинскими войсками власти Молдовы объявили 4 апреля днём траура.
Невозможно смотреть на зверства в Буче и других украинских городах. Шокирована жестокостью по отношению к мирному населению. Молдова решительно осуждает эти преступления против человечества, эту незаконную и неспровоцированную войну против Украины. Молдова объявляет завтра день траура по всем погибшим в Украине.Майя Санду
С первого дня полномасштабной войны Молдова начала принимать украинских беженцев. Сразу же были организованы лагеря для беженцев, как на границе, так и в Кишинёве. Молдова стала страной, принявшей наибольшее число беженцев относительно численности собственного населения.
25 февраля Минфин Молдовы открыл банковский счет на оказание гуманитарной помощи гражданам Украины, пострадавшим от войны. Впоследствии на нём скопилось более 162 млн леев (8,5 млн долларов).
Несмотря на законы Молдовы, запрещающие молдавским гражданам служить в иностранных армиях, как минимум, десятки граждан Молдовы сражаются на Украине против российских сил.
Вскоре после начала войны Молдова ввела все основные санкции против РФ, но сделала это неофициально.
3 марта 2022 года Молдова вслед за Украиной и Грузией подала заявку на членство в ЕС.
С момента своего прихода к власти в 2020 году Санду несколько раз требовала вывести российских миротворцев из Приднестровья и утилизировать запасы боеприпасов в селе Колбасна. 15 марта 2022 года Парламентская ассамблея Совета Европы приняла резолюцию об исключении России из состава организации, в которой Приднестровье было названо «зоной российской оккупации».
С 25 апреля 2022 года на территории непризнанной Приднестровской Молдавской Республики произошла серия взрывов и обстрелов, которые повредили ряд зданий и объектов инфраструктуры. Власти ПМР назвали случившиеся «терактами» и ими был введен в Приднестровье режим «красного» уровня террористической угрозы. Киев и Кишинёв назвали это «провокациями», а эксперты сравнивали ситуацию в Приднестровье с обстановкой в Донбассе накануне российского вторжения 24 февраля. Также обозреватели отмечали, что накануне обострения ситуации в Приднестровье российский генерал Рустам Миннекаев заявлял, что целью России на втором этапе вторжения на Украину будет «установление полного контроля над Донбассом и Южной Украиной» с выходом к Приднестровью.
30 апреля 2022 года представитель НАТО заявил, что организация допускает дальнейшие провокации в Приднестровье и «операции под чужим флагом», однако в НАТО не видят неминуемых военных рисков для Молдовы.
В июле 2022 года Майя Санду заявляла, что после Украины Молдова больше всех пострадала от боевых действий на Украине. По её словам: «Сочетание кризисов, с которыми сейчас сталкивается Молдова, — это тяжёлое бремя для нашей страны, бремя, которое мы не можем нести в одиночку».

## Предыстория

### Конфликт в Приднестровье
В 1989 году на фоне Перестройки возникает конфликт между русскоязычными и румыноязычными жителями Молдавской ССР из-за закона «О государственном языке». В Приднестровье этот закон сочли дискриминационным, и 2 сентября 1990 года провозгласили отдельную Приднестровскую Молдавскую Советскую Социалистическую Республику, что привело к вооруженным стычкам между приднестровскими и молдавскими силами. Во время Августовского путча в Москве раскол между властями Молдовы и Приднестровья усилился: первые осудили путчистов, а вторые поддержали ГКЧП. После провала ГКЧП, 25 августа 1991 года Приднестровье объявило о своей независимости, а 27 августа была провозглашена независимость Молдовы.
5 ноября 1991 года решением Верховного Совета название ПМССР было сменено на новое — Приднестровская Молдавская Республика. 1 декабря 1991 года состоялся референдум о независимости ПМР. В голосовании приняло участие 78 % избирателей, «за» проголосовали 97,7 % участников референдума.
Весной 1992 года между Молдовой и Приднестровьем вспыхивает полномасштабный вооруженный конфликт, в ход которого на стороне приднестровских сепаратистов выступила 14-я гвардейская общевойсковая армия, которая после распада СССР выразила желание войти в состав ВС РФ. 23 июня 1992 года в Приднестровье прибывает российский генерал-майор Александр Лебедь, который фактически возглавил 14-ю армию.
Кроме российских военных и добровольцев (включая казаков), на стороне приднестровских сепаратистов воевали и члены украинской националистической организации УНА-УНСО. В то же время на стороне Молдовы воевали румынские волонтеры.
Российская армия начинает массовые обстрелы молдавских сил, что уже к началу июля вынуждает власти Молдовы пойти на мирные переговоры. 21 июля президенты Молдовы Мирча Снегур и России Борис Ельцин при участии лидера ПМР Игоря Смирнова подписывают мирное соглашение, а 14-я армия России получает статус «миротворцев». Приднестровский конфликт стал «замороженным» и в течение последующих десятилетий попытки политического урегулирования ситуации вокруг Приднестровья терпели неудачу. Для российской власти Приднестровье стало инструментом давления на Кишинёв.
В 1999 году на Стамбульском саммите ОБСЕ Россия взяла на себя обязательства вывести свои войска с территории Молдовы до конца 2002 года, однако Москва этого не сделала. В 2002 году для переговоров о будущем Приднестровья был создан формат «5+2»: Кишинев и Тирасполь — стороны конфликта, Россия, Украина и ОБСЕ — стороны-гаранты, а ЕС и США — наблюдатели.
В 2003 году заместитель главы администрации президента России Дмитрий Козак разработал так называемый «план Козака», согласно которому Молдова должна стать федеративным государством, Приднестровью должно было быть предоставлено право вето на принятие законов молдавским парламентом, армия Молдовы сокращена, а российские войска в Приднестровье должны были бы остаться ещё на 20 лет в стране как гарант урегулирования конфликта. Президент Молдовы Владимир Воронин после долгих переговоров в итоге отказался подписывать данное соглашение. В 2005 году администрация президента Украины предложила собственный «план Ющенко», согласно которому Приднестровью предоставлялась автономия, а российские войска выводились из региона, и их должны были заменить гражданские и военные наблюдатели ОБСЕ. План одобрила Молдова, однако власти ПМР отказались от плана Ющенко.
В сентябре 2006 года в властями ПМР был проведён референдум, согласно официальным результатам которого более 97 % участников голосования высказались за независимость Приднестровья и его вхождение в состав России, однако Молдова и международные организации назвали его незаконным.
В течение многих лет Россия предоставляла Приднестровью экономические субсидии, финансирование инфраструктуры и доплаты пенсионерам на сумму около 25 млн долларов в год.

### Российско-украинская война (с 2014 года)
Аннексия Крыма Российской Федерацией в марте 2014 года заставила говорить власти Молдовы о угрозах для своей страны. Среди угроз, связанных с крымским референдумом, называли и ситуацию в Приднестровье, и настроения в Гагаузии, где 2 марта 2014 года состоялся референдум, на котором абсолютное большинство населения высказалось за автоматическую независимость Гагаузии «в случае утраты Молдовой суверенитета» и выступили за вступление Молдовы в Таможенный союз ЕАЭС.
6 марта 2014 года на экстренном заседании ЕС в Брюсселе президент Литвы Даля Грибаускайте заявила, что «Россия пытается перекроить границы государств», предполагая, что будет «сначала Украина, потом будет Молдова, а в конце концов может дойти и до стран Балтии с Польшей». 23 марта Главнокомандующий объединенными силами НАТО в Европе генерал ВВС США Филип Бридлав заявил, что вооруженные силы России в приграничных областях с Украиной настолько многочисленны и подготовлены для ведения боевых действий, что это может создать угрозу для Молдовы, если российские войска получат приказ наступать через украинскую территорию до Приднестровья.
18 марта 2014 года российская газета Ведомости заявила о том, что ей стало известно, что Председатель Верховного совета ПМР Михаил Бурла направил председателю Госдумы Сергею Нарышкину обращение с просьбой предусмотреть в российском законодательстве возможность вхождения Приднестровья в состав России, в качестве основы для чего приднестровские власти рассчитывали использовать процедуру присоединения частей территорий иностранных государств, разработанную рядом депутатов для аннексии Крыма, но не введённую в итоге в российское законодательство. 16 апреля Верховный Совет ПМР обратился к российскому президенту Владимиру Путину, Госдуме и Совету Федерации РФ, а также к ООН и ОБСЕ, с просьбой признать независимость Приднестровья, что, как и в случае с Крымом, также открывало бы возможность для его присоединения, однако Россия не предприняла шагов по изменению статуса региона, чему способствовало в том числе и отсутствие общей границы: если в Крым у России был независимый доступ по морю (через Керченский пролив), то Приднестровье было бы досягаемо только по воздуху или суше, в обоих случаях через территории государств, которые не признали бы присоединение ПМР.
Из-за российско-украинского противостояния формат переговоров по Приднестровью «5+2» начал проходить с большим трудом. Со стороны Украины изменилось восприятие Приднестровского конфликта, и с 2014 года Украина опасалась вторжения российских войск со стороны Приднестровья. До начала войны на Донбассе Россия проводила ротацию своего военного контингента в Приднестровье через территорию Украины. Однако после начала российско-украинской войны, в мае 2015 года Украина денонсировала соглашение с РФ «О транзите через территорию Украины военных формирований Российской Федерации, временно находящихся на территории Республики Молдова». В результате российские офицеры, отправляющиеся в Приднестровье, были вынуждены лететь в Кишинев в штатском, скрывая истинную цель своей поездки в Молдову, однако их регулярно задерживали молдавские приграничники и депортировали из страны. При этом самолёты российских авиакомпаний были вынуждены облетать воздушное пространство Украины и добираются в Кишинев через территории других государств. В результате после 2014 года уроженцы России в основном занимали руководящие посты в составе российской группировки в Приднестровье, а её рядовой состав начал состоять в основном из местных жителей, имеющих российские паспорта. В условиях конфликта на Донбассе резко усложнилась перспектива и вывоза запасов вооружений из Колбасны на территорию России через Украину. Власти ПМР заявляли о «торговой блокаде» со стороны Украины, которая, по их словам, была согласована с Молдовой. Украина также закрыла въезд на свою территорию со стороны Приднестровья по российским паспортам.
После столкновений 2 мая 2014 года в Одессе ходили слухи, что в них принимали участие «боевики из Приднестровья», однако в дальнейшем эта информация была отвергнута журналистами. В июне 2016 года глава СБУ Василий Грицак рассказал, что в течение 2015 года украинские спецслужбы пресекли попытки создания на территории Одесской области пророссийской сепаратисткой «Бессарабской народной республики». По словам Грицака, организаторами БНР планировался заход «зеленых человечков» с территории Приднестровья.
В октябре 2014 года глава МИД РФ Сергей Лавров заявил, что Россия поддержит «право Приднестровья самостоятельно определить свое будущее», если Молдова откажется от внеблокового статуса.

### Ситуация в Молдове
В 1990 была провозглашена Республика Гагаузия в составе СССР. В том же году Мирча Друком была предпринята попытка предотвращения создания независимой от Кишинёва республики. Поход на Гагаузию мог перерости в вооруженный конфликт, в Гагаузию через Украину пребывали приднестровцы, но конфликт удалось предотвратить. До сих пор Гагаузия выделяется пророссийскими настроениями.
В 1994 году в Конституции Молдовы был закреплен нейтральный статус страны. Согласно 11 статье молдавской Конституции «Республика Молдова провозглашает свой постоянный нейтралитет. Республика Молдова не допускает размещения на своей территории вооруженных сил других государств». Хотя многие молдавские политики надеялись, что нейтральный статус им поможет вывести российские войска с территории Молдовы, однако этого не случилось. В 2017 году Конституционный суд Молдовы признал нарушением Конституции нахождение российской группы войск в Приднестровье. Критики этого решения заявляли, что не понимают логику суда, так как размещение российский войск в Приднестровье регулировал международный договор «О принципах урегулирования вооруженного конфликта в Приднестровском регионе Республики Молдова» между Россией и Молдовой, заключенный в 1992 году и действовавшим на момент принятия решения. При этом с момента распада СССР парламент Молдовы не принял ни одного документа, в котором бы признавал Приднестровье «оккупированной территорией».
С первых лет обретения независимости Молдова получала помощь от НАТО в уничтожении особо опасных пестицидов, ликвидации старых запасов вооружения, борьбе с терроризмом и киберугрозами, улучшения пограничной службы, реформ в армии. В 1994 году началось сотрудничество НАТО и Молдовы в рамках программы Партнёрство во имя мира. В июле 2016 года молдавский премьер-министр Павел Филип и генсек НАТО Йенс Столтенберг подписали соглашение об открытии бюро по связям с НАТО в Кишиневе, в котором должно было работать пять гражданских лиц. Соглашение было ратифицировано парламентом Молдовы и в декабре 2016 года подписано президентом Николаем Тимофти, однако пришедшей к власти в конце 2016 года новый президент Молдовы Игорь Додон выступил категорически против этого договора, считая его нарушением нейтралитета страны и помехой для регулирования приднестровского конфликта. Позиция Додона вызывала критику со стороны прозападной части общества, в частности Либерально-демократической партии Молдовы Виорел Чиботару назвал аргументы Додона «ерундой», отметив, что «В течение 25 лет на территории Молдовы не было никаких иностранных войск, кроме военнослужащих Российской Федерации», а министр Окружающей среды Республики Молдова Валериу Мунтяну в посте на Facebook заявил, что «Додон возлагает ответственность за Приднестровский конфликт на Кишинев, Румынию, а теперь и на НАТО. На кого угодно, только не на Россию с её кровавой имперской политикой». В декабре 2017 бюро по связям с НАТО было открыто в Кишиневе. При этом, согласно соцопросу 2016 года, больше 63 % молдавских граждан считали нейтралитет лучшей гарантией безопасности для их страны, 57 % были против вступления Молдовы в НАТО, и только 11 % выступали за вхождение республики в Альянс.
С 2009 года власти Молдовы провозглашают курс на интеграцию с ЕС. При этом к середине 2013 года примерно половина населения Молдовы поддерживала вступление в Таможенный союз, в котором ведущую роль играла Россия.
Осенью 2013 года Россия под предлогом «низкого качества продукции» запрещает экспорт молдавских вин на свою территорию. Эксперты однако расценили действия российских властей как политическое давление на Молдову в преддверии Вильнюсского саммита Восточного партнёрства, так как Россия выступала против евроинтеграции Молдовы. Молдавский президент Николай Тимофти заявил, что Молдова не желает жить в условиях «давления и угроз» и продолжит развивать отношения с Европейским союзом. В сентябре 2013 года Европарламент принял резолюцию, в которой осудил давление России на страны Восточного партнёрства — Украину, Грузию и Армению.
27 июня 2014 года Молдова вместе с Грузией и Украиной подписала договор об ассоциации с Европейским союзом. В июне 2021 года Грузия, Молдова и Украина создали новый формат сотрудничества между собой и ЕС — Ассоциированное трио.
В 2014 году на фоне событий на Украине в Молдове вышел на новый виток дискуссии о федерализации страны в среде политиков и экспертов. Так, приднестровский политолог Валерий Лицкай заявлял, что считает лучшим исходом создание федерации Молдовы с Приднестровьем, при этом говоря, что помимо Приднестровья до субъекта федерации «доросла» и Гагаузия. Вместе с тем директор Центра стратегических исследований и консалтинга Politicon Анатол Цэрану заявлял, что федерализация Молдовы это «российский проект, направленный на удержание Молдовы в сфере влияния Москвы».
В мае 2017 года Конституционный суд Молдовы признал нарушающим молдавскую Конституцию нахождение российской группы войск в Приднестровском регионе, так как нахождение иностранных военных баз противоречило нейтральному статусу Молдовы, который был закреплен в Основном законе этой страны.

### Президентство Майи Санду
В ноябре 2020 года во втором туре президентских выборов в Молдове Майя Санду побеждает действующего президента Игоря Додона. Майя Санду имела репутацию политика с либеральными проевропейскими взглядами. Её Партия действия и солидарности на досрочных парламентских выборах в июле 2021 года набрала более 50 % голосов, и впервые в парламентской истории Молдовы сформировала проевропейское большинство.
Санду утверждала, что у Украины и Молдовы общие цели — евроинтеграция, а обе страны находятся в «геополитической связке». По её мнению, без успешной интеграции Украины с ЕС перспективы Молдовы будут туманными. Она утверждала, что «Донбасс, как и Приднестровье, пытаются использовать для превращения Украины и Молдовы в буферную зону между Западом и Россией», чтобы превратить их в «государства с ограниченными суверенитетом и внешней политикой». Санду выражала благодарность Украине за то, что та в 2014 году не допустила создание Новороссии, которая бы дала выход России к Приднестровью, так это бы дестабилизировало Молдову. В свою очередь украинский президент Владимир Зеленский заявлял, что Украина твердо поддерживает «суверенитет и территориальную целостность Республики Молдова в рамках ее международно признанных границ».
В августе 2021 года Майя Санду приняла участие в украинском саммите «Крымская платформа», где заявила: «Крым — это Украина, а его незаконная аннексия — это очевидное нарушение норм международного права». Представители оппозиционной Партии социалистов Республики Молдова заявили, что Санду втягивает Молдову в «антироссийский блок», что повлечет за собой негативные последствия для страны из-за ухудшения отношений с Россией. Председатель Совета Федерации РФ Валентина Матвиенко заявила, что Россия учтёт участие Санду в работе «Крымской платформы».
С момента своего прихода к власти Майя Санду несколько раз требовала вывести российских миротворцев из Приднестровья и утилизировать запасы боеприпасов в селе Колбасна, где находилось около 20 тысяч тонн боеприпасов.

## После российского вторжения на Украину (2022)

### Реакция Молдовы
В контексте войны на Украине обозреватели называли Молдову «уязвимой» страной. Министр иностранных дел Молдовы Николай Попеску говорил: «Большинство западных соседей Украины входят в Европейский союз и НАТО. У них есть внешние гарантии безопасности. Они гораздо более устойчивы. Их экономики работают лучше. У Молдовы — конфликт с сепаратистами. В этом смысле, да, Молдова — хрупкое государство в сложном регионе». Ещё во время российско-украинского кризиса бывший молдавский министр обороны Виорел Чиботару выступал за двухстороннее соглашение с Румынией про взаимную оборону, приводя в пример аналогичный договор между Азербайджаном и Турцией, которая как и Румыния является членом НАТО.
После начала полномасштабной российско-украинской войны многие жители Молдовы опасались, что в случае падения Украины следующей целью Кремля станет Приднестровье, а за ним и остальная Молдова. Из-за опасений начала военных действий и в Молдове, несколько тысяч молдавских граждан покинули страну вскоре после начала боевых действий на Украине. 1 марта 2022 года президент Беларуси Александр Лукашенко, выступая на заседании беларусского Совета Безопасности, показал карту с планами наступления российских войск, где одна из стрелок вела из украинской Одесской области на Приднестровье. На следующий день после этого посол Белоруссии в Молдове Анатолий Калинин принес извинения молдавской стороне и заявил, что сотрудники белорусского Министерства обороны «ошиблись» при составлении карты, что, однако, не развеяло опасения в молдавском обществе. Молдаване составляют лишь 75 % населения Молдовы и в основном настроены проевропейски, в то время, как национальные меньшинства (украинцы, русские, гагаузы) проявляют пророссийские симпатии. Согласно опросу Magenta Consulting, проведенного 2-3 марта 2022 года, 51 % опрошенных граждан Молдовы заявили о поддержке в конфликте Украины, 20 % поддержали Россию, а 7 % не определились с ответом; 66 % участников опроса согласились, что война Украины и России несет опасность для Молдовы.
Уже в первый день войны, 24 февраля 2022 года власти Молдовы ввели в стране чрезвычайное положение из-за российского вторжения на Украину, которое власти страны намеревались сохранить до окончания активной фазы войны на Украине. В этот же день Молдова объявила о закрытии своего воздушного пространства, но 21 марта открыла для гражданской авиации коридор в направлении Кишинев — Яссы.
В то же время Молдова пыталась проводить осторожную политику, пытаясь избежать вовлечения в конфликт. В частности, Молдова отказалась присоединиться к антироссийским санкциям, ссылаясь на слабость молдавской экономики, чем вызвала недовольство Украины. Министр иностранных дел Украины Дмитрий Кулеба заявлял, что Украина благодарна Кишиневу и Тбилиси за гуманитарную помощь и прием беженцев, однако отказ Молдовы и Грузии присоединится к санкциям не соответствует партнёрским отношениям между странами в рамках Ассоциированного трио. Также по данным издания Украинская правда, в самом начале полномасштабной войны с Россией Украина пыталась купить 6 молдавских МиГ-29, которые Молдова пыталась продать с 2012 года, однако молдавские власти отказались от этого предложения из-за страха разозлить РФ. Однако эта статья вызвала много скепсиса, как о достоверности источников, так и о целесообразности данного запроса. Позже президент Молдовы Майя Санду заявила, что передача самолётов и любого другого оружия другой стране невозможна согласно положениям Конституции.
4 мая спикер парламента Молдовы Игорь Гросу посетил Киев, а также разрушенные войной Бучу, Гостомель и Ирпень. В ходе визита Гросу заявил, что Молдова «с самого начала войны решительно осуждает военную агрессию Российской Федерации» и призвал к расследованию военных преступлений. Он выразил готовность отправить контингент молдавских саперов на Украину для разминирования её территорий и помощи гражданскому населению. Также Молдова пообещала отправить на Украину партию лекарств и медицинского оборудования, а также содействовать транзиту украинских товаров через свою территорию.
10 мая 2022 года на фоне обострения ситуации в Приднестровье генеральный секретарь ООН Антониу Гутерриш посетил Молдову, и заявил, что ООН будет поддерживать Молдову и предоставит ей финансовую помощь.
В декабре 2022 года президент Молдовы Майя Санду заявила, что «отношения с Россией на всех уровнях прекращены» из-за вторжения России на Украину.

#### Резолюция ПАСЕ об исключении России
15 марта 2022 года Парламентская ассамблея Совета Европы приняла резолюцию об исключении России из состава организации, в которой Приднестровье было названо «зоной российской оккупации». В первоначальном варианте резолюции Молдова и Приднестровье не упоминались, а вывод о «российской угрозе для Европы» делался на основе «военной агрессии против Грузии в 2008 году и последующей оккупации двух её регионов, незаконной аннексии Крыма, роли России в событиях на востоке Украины, кульминацией которых стало незаконное признание „независимыми государствами“ самопровозглашенных Донецкой и Луганской республик». Однако по предложению представителей Румынии, Украины, Франции, Эстонии, Великобритании, Грузии и Турции в текст документа была внесена поправка о ситуации в Приднестровье. Текст резолюции разрабатывался без участия представителей Молдовы. Молдавские эксперты объясняли это тем, что Молдова «не хотела подставлять себя под удар». В то же время, представитель молдавской делегации в ПАСЕ, депутат парламента от оппозиционного блока ПКРМ-ПСРМ Влад Батрынча заявил, что «это опасная попытка сделать из нашей страны участника закулисных геополитических игр. Мы видим, что некоторые силы извне пытаются насильно вовлечь Молдову в этот конфликт между Россией и Украиной». Власти ПМР резолюцию ПАСЕ осудили, назвав её «оторванной от реальности», а представитель МИД РФ Мария Захарова заявила, что Россия считает формулировку в заключении ПАСЕ относительно Приднестровья «неприемлемой».

#### Отношения с СНГ, ЕС и НАТО
3 марта 2022 года Молдова вслед за Украиной и Грузией подала заявку на членство в ЕС. 8 марта молдавский премьер-министр Наталья Гаврилица заявила, что «Молдова хочет вступить в ЕС и не хочет в НАТО». 30 апреля министр иностранных дел России Сергей Лавров заявил, что в Молдове «должны беспокоиться о своем собственном будущем, потому что их втягивают в НАТО». Посольство Великобритании в Молдове назвало заявление Лаврова «недостоверным и ложным».
Исполнительный директор Центра информирования и документирования НАТО в Молдове Елена Мырзак заявила, что «нейтралитет — это просто фейк» и «нейтралитет нам уже не поможет, как он не помог Украине», призвав активизировать сотрудничество с НАТО.
17 мая Верховный представитель Европейского союза по иностранным делам Жозеп Боррель заявил, что в случае вооруженного конфликта России с Грузией и Молдовой, Европейский союз готов поддержать эти страны так же, как поддерживает Украину.
20 мая министр иностранных дел Великобритании Лиз Трасс заявила, что хотела бы видеть армию Молдовы вооруженной по стандартам НАТО, чтобы Молдова могла противостоять угрозе со стороны России. По её словам, Великобритания вместе со своими союзниками прорабатывают вопрос оказания Молдове помощи в перевооружении её вооруженных сил. 21 мая председатель Комитета по иностранным делам Палаты представителей США Грегори Микс заявил, что США готовы поставлять в Молдову оружие, однако только после консультаций с молдавскими властями. Спикер молдавского парламента Игорь Гросу заявил, что «нейтралитет нужно защищать» и выступив за переоснащение армии, указывая при этом на угрозу стране со стороны России.
После начала полномасштабной войны на Украине власти Молдовы заявили, что «не видят необходимости» участвовать в деятельности СНГ до окончания боевых действий, и стали рассматривать возможность прекращения членства в этой организации.
23 июня 2022 года Украина и Молдова получили статус кандидатов на членство в ЕС.

#### Запрет пророссийской символики
14 апреля 2022 года молдавский парламент запретил георгиевскую ленту и символы V и Z «в контексте военной агрессии России против Украины». Бывший президент Молдовы и глава оппозиционной Партии социалистов Республики Молдова Игорь Додон заявил, что «действия правительства могут привести к дестабилизации ситуации в Молдове» и призвал к досрочным парламентским и президентским выборам. 29 апреля Народное Собрание Гагаузии отказалось применять на своей территории закон о запрете георгиевской ленты и проголосовало за придание ей статуса «символа Победы», что впоследствии было через суд обжаловано правительством Молдовы.
15 апреля представитель МИД РФ Мария Захарова заявила, что ограничения в отношении работающих в Молдове российских СМИ и «безоговорочная поддержка усилий США по вытеснению России из международных организаций» противоречат заявлениям молдавских властей о нейтралитете, «соблюдении прав всех жителей страны» и «прагматичном партнерстве с Россией». 20 апреля Захарова осудила слова президента Молдовы Майи Санду о том, что «георгиевской ленточке место на свалке истории», пригрозив Молдове «болезненными ответами». МИД Молдовы назвал заявления Захаровой «неприемлемыми». Сама Майя Санду заявляла, что «мы обязаны помнить о победе цивилизации над фашизмом и нацизмом. Мы обязаны чтить павших и хранить память о главной трагедии двадцатого века — Второй мировой войне», но подчеркнула, что «спекуляции победой 1945 года для продвижения военной агрессии против Украины — это оскорбление памяти отцов и дедов, которые погибли ради того, чтобы мы жили в мире», добавив что «те, кто сегодня оправдывает убийство украинцев, завтра могут потребовать убийства молдаван».
Власти ПМР резко отрицательно высказались о запрете георгиевской ленты.
После празднования 9 мая 2022 года молдавская полиция заявила, что 103 человека получили штрафы за использование георгиевской ленты.

#### Запрет пророссийских телеканалов
16 декабря 2022 года Комиссия по чрезвычайным ситуациям правительства Молдовы на время действия чрезвычайного положения приостановила действие лицензий шести телеканалов: TV6, Orhei TV, Primul in Moldova, Accent TV, NTV Moldova и RTR Moldova. Власти страны заявили, что решение было принято «с целью защиты информационного пространства и предотвращения риска дезинформации».

### Украинские беженцы
С первого дня полномасштабной войны Молдова начала принимать украинских беженцев. Президент Молдовы Майя Санду сразу же заявила: «Все КПП на границе Молдовы и Украины открыты и работают в усиленном режиме. Мы поддержим людей с Украины». К 21 апреля более 400 тысяч беженцев прибыли с Украины в Молдову, из них большинство последовали в другие страны Европы, а около 100 тысяч решили остаться в Молдове. При этом население самой Молдовы на этот момент составляло около 3 млн человек. Заместитель Верховного комиссара ООН по делам беженцев Рауф Мазу отмечал, что пропорционально своему населению Молдова приняла очень большое количество беженцев. Часть затрат на содержание беженцев взяли на себя международные организации и западные партнеры Молдовы.
По данным от 24 августа 2022 года на территории Молдовы находилось 89 тыс. беженцев с Украины. За шесть месяцев войны украинские беженки родили в Молдове 129 детей. Еще около 6 тыс. детей пошли в школы.

### Инциденты из-за российских ракетных обстрелов Украины
10 октября 2022 года молдавские власти заявили, что во время массированной российской ракетной атаки по Украине, три крылатые ракеты РФ нарушили воздушное пространство Молдовы в районе села Колбасна и города Сороки.
31 октября 2022 года во время очередной российской массированной атаки по Украине на территорию Молдовы в районе села Наславча упали обломки российской ракеты, сбитой ПВО Украины. В результате инцидента никто не пострадал, в некоторых домах были выбиты окна. Молдова объявила персоной нон грата представителя посольства РФ. Упавшей ракетой оказался российский «Калибр».
25 октября 2022 года спикер парламента Молдовы Игорь Гросу заявил, что из-за российской ракетной угрозы Молдова при помощи иностранных партнеров намерена развивать свою ПВО. Он отметил: «Нейтралитет не значит, что мы не должны защищать наше воздушное пространство».
5 декабря 2022 во время новой атаки России на энергосистему Украины обломки иностранной ракеты вновь упали на территорию Молдовы. На этот раз инцидент случился вблизи города Бричаны недалеко от границы с украинской Черновицкой областью.
14 января 2023 года во время очередной российской ракетной атаки на Украину на территории Молдовы вновь упали обломки ракеты в Бричанском районе.
10 февраля 2023 года во время очередного массированного обстрела Россией Украины одна из ракет с российского корабля в Чёрном море пролетела над территорией Молдовы (по данным минобороны страны, над сёлами Мокра и Косоуцы). МИД Молдовы вызвал российского посла, чтобы указать на недопустимость нарушения её воздушного пространства.
16 февраля 2023 года, после очередного обстрела Украины, обломки ракеты (неназванной принадлежности) нашли около села Ларга.
В ночь на 4 сентября 2023 года фрагменты российского беспилотника упали на территорию Румынии в районе деревни Плауру на правом берегу Дуная — напротив украинского города Измаил.
25 июля 2024 года румынскими военными после российской атаки дронов на украинские порты Одесской области на берегу Дуная вблизи того же села Плаура были обнаружены обломки и фрагменты беспилотников Shahed.

## Обострение ситуации в Приднестровье

### 2022 год
28 февраля 2022 года Украина закрыла пропускные пункты на приднестровском участке своей границы. К тому моменту в Приднестровье выехали примерно 6 тысяч украинских беженцев.
В марте 2022 года журналисты издания Newsmaker.md писали, что владельцам крупнейшего в Приднестровье холдинга «Шериф», имеющих огромное влияние в ПМР, война не выгодна, поэтому приднестровские власти всячески пытались сохранить статус-кво. Когда 5 марта анонимные активисты в социальных сетях призывали выйти на пророссийский митинг, МВД ПМР называло их «провокаторами», которые хотят «скомпрометировать Приднестровье в глазах международного сообщества». В то же время представители ПМР негативно отреагировали на заявку Молдовы на вступление в ЕС, заявив, что такие действия «ставят окончательную точку в процессе урегулирования», и призвав международное сообщество признать независимость Приднестровья. Также журналисты румынского издания Libertatea отмечали, что телеканал Первый Приднестровский повторяет «нарративы Кремля» о событиях на Украине, а российские политологи, которых приглашают на эфиры, рассказывают о том, что «Молдова хочет уничтожить Приднестровье». Журналисты эстонского телеканала ERR утверждали, что «российская пропаганда распространяла в Молдове фейковую информацию о прибытии румынских танков в Молдову».
6 марта представители Украины заявили, что с территории Приднестровья был обстрелян аэропорт Винницы. Власти ПМР резко опровергли эту информацию и заявили, что «Приднестровье не несет военной угрозы» и «не вынашивает планы агрессивного характера». Позднее информацию об обстреле Украины с территории Приднестровья опровергли и представители украинской стороны.
10 марта Генштаб ВСУ заявлял, что РФ рассматривает возможность вовлечения в войну около 800 солдат армии Приднестровья.

#### Апрель
4 апреля молдавский президент Майя Санду, говоря о перспективах урегулирования Приднестровского конфликта, отметила, что «трудно сказать, что будет с форматом „5+2“ после этой войны, насколько он будет подходящим для этих переговоров», однако заявила, что «единственный вариант разрешения приднестровского вопроса для нас — это мирное урегулирование».
7 апреля 2022 Генштаб ВСУ заявил, что украинские ПВО будут сбивать российские самолёты, если они направятся в Приднестровье через украинскую территорию. Незадолго до этого заявления Украина заявляла, что на аэродроме Тирасполя идет подготовка к приему самолётов, но эту информацию не смогла подтвердить Молдова, а власти ПМР выступали с опровержением.
С 25 апреля 2022 года на территории непризнанной Приднестровской Молдавской Республики произошла серия взрывов и обстрелов, которые повредили ряд зданий и объектов инфраструктуры. Так, 25 апреля в центре Тирасполя произошел обстрел здания МГБ ПМР из ручных гранатометов, а на следующий день были подорваны две радиоантенны, а в мае МВД Приднестровья несколько раз заявляло, что около приграничного с Украиной села Воронково дроны сбрасывали взрывные устройства. Во всех этих случаях пострадавших не было.
Власти ПМР назвали случившиеся «терактами» и ими был введен в Приднестровье режим наивысшего «красного» уровня террористической угрозы. Глава ПМР Вадим Красносельский заявил, что «следы данных нападений ведут на Украину». Киев и Кишинёв назвали это «провокациями», однако если Украина сочла случившиеся действиями российского ФСБ, то власти Молдовы заявили, что за эскалацией ситуации в Приднестровье стоят силы самой ПМР. В Приднестровье начали сооружать блокпосты, школьники были переведены на дистанционное обучение, был отменен парад Победы 9 мая.
26 апреля Генеральный штаб Вооружённых сил Украины заявил, что группировка российских войск в Приднестровье приведена в полную боевую готовность. 30 апреля представитель НАТО заявил, что организация допускает дальнейшие провокации в Приднестровье и «операции под чужим флагом», однако в НАТО не видят неминуемых военных рисков для Молдовы.
Эксперты сравнивали ситуацию в Приднестровье с обстановкой на Донбассе накануне российского вторжения 24 февраля, когда на подконтрольной ДНР территории произошла серия взрывов и «диверсий», а представители США говорили, что Россия готовит провокации для создания повода для войны с Украиной. Обозреватели также отмечали, что накануне обострения ситуации в Приднестровье, российский генерал Рустам Миннекаев заявлял, что целью России на втором этапе «спецоперации» на Украине будет «установление полного контроля над Донбассом и Южной Украиной» с выходом к Приднестровью. Российский зампред комитета Госдумы по делам СНГ, депутат фракции Единая Россия Виктор Водолацкий заявлял, что «„нацизм“ кишиневских правителей, который поддержали „их румынские покровители“, должен быть „искоренен“ по украинскому сценарию». В свою очередь заместитель главы МИД РФ Андрей Руденко заявил: «Москва надеется избежать ситуации, когда ей придется вмешаться в урегулирование в регионе», что в Молдове было воспринято как «неприкрытую демонстрацию истинных намерений Кремля».
По мнению бывшего министра обороны Молдовы Анатолия Шалару, «Приднестровье не заинтересовано ни в нагнетании там обстановки, ни в начале каких-то военных действий». По его словам, руководство ПМР даже обращалась к властям Молдовы «с просьбой не реагировать на „теракты“» и не предпринимать никаких ответных действий, так как «они их не поддерживают».

#### Май
1 мая британское издание The Times сообщило, что его источники в украинской разведке утверждают, что «Кремль принял решение о нападении на Молдову» и Россия готовит высадку воздушного десанта в Приднестровье. Однако подтвердить эти данные из других источников журналистам не удалось. По мнению молдавского эксперта Валериу Паши, приоритетом России является политическая дестабилизация Молдовы внутренними пророссийскими силами, в частности используя темы Дня Победы и запрета георгиевской ленточки, что могло бы привести к смене власти в стране. Однако по мнению Паши, было маловероятно, что Россия пойдёт на попытку воздушного десанта в Приднестровье с помощью Ил-76, так это бы означало пересечение пространства, подконтрольного украинской ПВО, что было бы чревато слишком большим риском, хотя полностью такой сценарий он не стал исключать. Он отмечал, что пока российские войска не захватят украинский Николаев и не пересекут Южный Буг, Молдова будет в безопасности. Но по словам Паши, в случае достижения российскими силами этих целей, все изменится, и он добавил, что «россиянам не нужно захватывать Одессу, чтобы напасть на Молдову, а скорее наоборот они могут вторгнуться на правобережную часть Молдовы, чтобы окружить Одессу».
10 мая директор Национальной разведки США Эврил Хэйнс во время слушаний в американском Сенате заявила, что помимо стремления захватить украинские Донецкую и Луганскую области и сохранения контроля над Херсоном, российский президент Владимир Путин возможно желает создать сухопутный коридор через южные украинские области до Приднестровья. Комментируя эту информацию, Майя Санду заявила, что «нет повода говорить о риске в ближайшие месяц-два» и отметила, что «у граждан Молдовы нет повода для беспокойства».
13 мая президент Украины Владимир Зеленский заявил, что «в Приднестровье может быть атака, там 100 % людей контролирует Россия. Военные там как местные, так и россияне. Там может быть до 15 тысяч группировки, но она не очень готова», добавив, что «если они пойдут, мы их не очень боимся, потому что там из этих 15 тыс. умеют воевать до 3 тыс. человек».
По мнению журналистов румынской газеты Adevarul, если России сможет проложить сухопутный коридор через территорию Украины до Приднестровья, то Молдова окажется заложником этой ситуации, но в случае отражения ВСУ российского наступления, то ПМР может исчезнуть с политической карты мира. Журналисты этого издания считали, что существующий режим в Приднестровье «находится на грани выживания», так как опасается полномасштабного экономического кризиса, если он окажется российским анклавом в окружении Украины и Молдовы.
13 мая власти ПМР заявили о попытках неизвестных в Тирасполе поджечь нефтебазу и призывной пункт с помощью коктейлей Молотова. Пострадавших и какого-то значительного ущерба от этих действий не было.

#### Июнь — июль
27 июня 2022 года молдавский президент Майя Санду посетила Украину. Санду побывала в городах Бородянка, Буча и Ирпень, после чего написала в социальных сетях: «Я видела сожженные дотла дома, разрушенные ракетами жилые кварталы, больницы, магазины и детские сады, превращенные в руины в результате обстрелов российской артиллерии в Бородянке и Ирпене. Я также увидела место массовых захоронений в Буче, где были похоронены десятки людей, расстрелянных российской армией во время оккупации этого небольшого городка». На встрече с украинским президентом Владимиром Зеленским Санду заявила, что Молдова будет и в дальнейшем поддерживать Украину, в частности наладив транзит украинских товаров через свою территорию. Санду подчеркнула, что «Донбасс — это Украина, Херсон и Мариуполь — это Украина, Крым — это Украина», а Зеленский в свою очередь подтвердил, что «Украина остается одним из гарантов приднестровского урегулирования». Также Зеленский говорил, что Украина получает «неприятные сигналы» из Приднестровья в связи с риском удара по Украине со стороны этого региона. Однако украинский президент подчеркнул: «эти люди должны знать: они находятся в Приднестровье на временно оккупированной территории Молдовы. Для нас это будет не удар, а пощечина, а мы точно ответим ударом».
29 июля 2022 года Майя Санду на встрече в Бухаресте с президентом Румынии Клаусом Йоханнисом заявила, что Молдова рассматривает «самые пессимистические сценарии», и она попросит помощи у Румынии если Россия попытается на неё напасть. Клаус Йоханнис в свою очередь заявил: «Мы остаемся самими близкими к Республике Молдова и не покидаем вас, независимо от сценария, в котором мы все окажемся в результате этой злосчастной войны, которую развязала Россия против Украины».

#### Август — сентябрь
С середины августа российские представители МИД всё чаще начали говорить о возможности «разморозки» приднестровского конфликта и переходе его в горячую фазу, а глава российского МИДа Сергей Лавров провел параллели между приднестровской ситуацией и конфликтом в Южной Осетии, заявив о том, что любые действия, которые будут угрожать безопасности российских миротворцев в непризнанной республике Приднестровье, будут расцениваться как нападение на Россию. Также Лавров заявил, что Россия «сделает всё, чтобы интересы русскоязычного населения в Молдове не пострадали», на что последовал ответ МИДЕИ Молдовы об отсутствии такой проблемы и необходимости вывода войск с территории страны. Были и многочисленные обвинения со стороны официальных представителей России о якобы желании Молдовы решить конфликт недипломатическим путём.

### Вооружённые силы сторон

#### Молдова
К моменту начала полномасштабной войны между Украиной и Россией на финансирование вооружённых сил Молдовы выделялось 0,36 % ВВП Молдовы, что являлось одним из самых низких показателей в Европе. Численность боеспособного состава военнослужащих армии Молдовы составляла около шести тысяч человек, ещё около тысячи человек входили в состав Войск карабинеров Молдовы при населении страны около 2.5 млн человек. Армия не имела истребителей и танков. Согласно оценкам, Военно-воздушные силы Молдовы располагали 4 вертолетами Ми-24, 12 Ми-8MT, одним транспортным Ан-26 и 4 учебно-боевыми самолётами L-39. Также вооруженные силы страны имели примерно 381 бронемашин, 25 систем РСЗО, 9 самоходных орудий и 69 буксируемых пушек. В 2021 году США начали осуществлять поставки военной технику в Молдову на сумму 5 млн долларов, что вызвало недовольство России, которая заявила, что это «может затормозить урегулирование конфликта в Приднестровье».
27 апреля 2022 года выступая на церемонии празднования 30-летия Генштаба Национальной армии Молдовы, президент Майя Санду заявила: «До сих пор, власти Молдовы не уделяли достаточно внимания развитию оборонных возможностей Молдовы, чтобы мы могли бы противостоять нынешним испытаниям. Наша армия осталась без оснащения, без военной техники, у страны нет необходимой военной защиты. И сейчас, когда прямо у нашей границы идет война, мы это прекрасно осознаем, остро ощущаем последствия», пообещав модернизировать армию.
В 2022 году Молдова увеличила свой военный бюджет практически в полтора раза — до 47.6 млн долларов с 30 млн в 2021 году.
4 мая 2022 года Европейский Союз заявил о готовности значительно расширить военную помощь Молдовы, в частности поставить ей военную технику и укрепить кибербезопасность.

#### ПМР и российский контингент в Приднестровье
По состоянию на 2022 год, по данным украинского Национального института стратегических исследований, численность российской группы российских войск в Приднестровье составляла примерно 1500—1700 военнослужащих, основной задачей которых являлась охрана склада боеприпасов в селе Колбасна. По оценкам украинских аналитиков, на вооружении этих сил в основном состоит небольшое количество старых танков Т-64 и легкая бронетехника, и их наступательная способность оценивалась как низкая. При этом отмечалось, что абсолютное большинство российских военнослужащих в Приднестровье — это местные жители с российскими паспортами, служащие в армии по контракту, и у которых может не быть особой мотивации воевать.
По разным оценкам, вооруженные силы ПМР к 2022 году насчитывали от 5 до 10 тысяч человек, ещё около 2 тысяч входили в состав формирований МГБ ПМР при населении непризнанной республики около 450 тысяч человек. На вооружении ПМР состояло около 18 танков Т-64, 200 БМП и БТР; 122 артиллерийских установок, несколько вертолетов и самолётов. При этом отмечалось, что значительная часть техники могла быть непригодной к использованию из-за износа и отсутствия запчастей. Также аналитиками высказывались сомнения в уровне подготовки приднестровских сил. Одним из наиболее боеспособных формирований ПМР называли бригаду милиции особого назначения «Днестр».
Представители властей ПМР неоднократно заявляли, что их силы в случае необходимости способны за 24 часа дойти до Прута — приграничной реки между Молдовой и Румынией на запад от Днестра.

## Последствия российского вторжения на Украину для экономики Молдовы
На момент начала полномасштабной войны на Украине Россия оставалась основным поставщиком природного газа в Молдову, а примерно 80 % электроэнергии, потреблявшейся Молдовой, производилось в Приднестровье на электростанциях, работавших на российском газе.
1 апреля 2022 года молдавский президент Майя Санду заявила, что из-за войны и блокады транспортных коридоров Молдова потеряет 26 % импорта и 15 % экспорта, которые приходились на торговлю с Украиной, Россией и Белоруссией, а также столкнётся с уменьшением потока инвестиций и ростом цен на энергоносители. Высказывалось мнение, что торговля между Молдовой и Россией в период войны ограничится только закупками природного газа.
13 мая глава Национального банка Молдовы Октавиан Армашу представил прогноз, согласно которому до конца 2022 года инфляция в Молдове, основной причиной которой он назвал войну на Украине, должна составить 27,3 %, что приведет к росту цен на энергоносители и продукты питания. При этом, с 2009 года средний уровень инфляции в Молдове не превышал 10 %.